# Au pays de la diablada
Au pays de la diablada ó En el país de la diablada es un disco de estudio de Los Calchakis, grabado en 1979 con el sello francés ARION, supone un repaso del folklore de Bolivia.

## Lista de canciones
| N.º | Título              | Música                              | Duración |  |
| 1.  | «Diablo bailarín»   | H. Miranda y A. Ariel               |          |  |
| 2.  | «Tuntuneando»       | folklore arr. A. Ariel              |          |  |
| 3.  | «Ramón»             | A. Ariel                            |          |  |
| 4.  | «Diablos en marcha» | folklore arr. H. Miranda y A. Ariel |          |  |
| 5.  | «Tierra aymara»     | H. Miranda y C. Morales             |          |  |
| 6.  | «Selvas y valles»   | A. Mª Miranda                       |          |  |
| 7.  | «Mariposa morena»   | folklore                            |          |  |
| 8.  | «Recuerdo azul»     | A. Rodríguez                        |          |  |
| 9.  | «Negra tuntuna»     | H. Miranda y J. Martí               |          |  |
| 10. | «Soledades»         | C. Morales                          |          |  |
| 11. | «Alfarero»          | A. Ariel                            |          |  |
| 12. | «Amankay»           | H. Miranda y J. Martí               |          |  |

## Integrantes
- Héctor Miranda
- Aldo Ariel
- Carlos Morales
- José Marti
- Alberto Rodríguez